# Corytophanidae
Corytophanidae là một họ thằn lằn, trong tiếng Anh gọi là casquehead lizard hay helmeted lizard (thằn lằn đầu mũ sắt/thằn lằn mũ sắt). Họ này là đặc hữu Tân thế giới với 9 loài đã biết xếp trong 3 chi.

## Phạm vi phân bố
Các loài trong họ được tìm thấy trong khu vực từ Mexico qua Trung Mỹ và kéo dài về phía nam tới Ecuador.

## Miêu tả
Chúng là các loài thằn lằn có kích thước trung bình, với cơ thể dẹp hai bên hông, và thường có một cái mào khá phát triển ở trên đầu, với hình dáng giống như mũ sắt. Chiếc mào này là một đặc trưng dị hình giới tính của các con đực thuộc chi Basiliscus, nhưng ở hai chi còn lại là Corytophanes và Laemanctus thì mào có ở cả hai giới.

## Tập tính
Ở chi Corytophanes, mào đầu được dùng để thể hiện sức mạnh phòng vệ, khi diện mạo bề ngoài của phần hông được hướng về phía kẻ săn mồi tiềm năng nhằm làm cho nó trông to lớn hơn. Không giống như nhiều họ hàng gần khác, chúng không thể tự ngắt đuôi khi bị bắt, có lẽ là do đuôi là thiết yếu trong việc tạo cân bằng khi di chuyển nhanh.

## Môi trường sống
Các loài trong họ này sống trong môi trường rừng.

## Sinh sản
Mặc dù có sự đa dạng loài hạn chế, nhưng họ này bao gồm cả những loài đẻ trứng lẫn các loài đẻ con non.

## Phân loại
Họ Corytophanidae
- Chi Basiliscus
  - Basiliscus basiliscus - basilisk thường, thằn lằn Jesus. Phân bố: Nicaragua, Costa Rica, Panama, tây bắc Ecuador, Colombia, Venezuela. Du nhập vào Guyana.
  - Basiliscus galeritus - basilisk đầu đỏ hay basilisk miền tây. Phân bố: Colombia, Ecuador, Panama, Costa Rica.
  - Basiliscus plumifrons - basilisk lục hay basilisk mào kép hay basilisk lông chim. Phân bố: Honduras, Panama, Costa Rica, Nicaragua.
  - Basiliscus vittatus - basilisk nâu hay basilisk vằn. Phân bố: Mexico, Nicaragua, Guatemala, El Salvador, Honduras, Belize, Panama, Costa Rica, Colombia ?. Du nhập vào Hoa Kỳ (Florida).
- Chi Corytophanes
  - Corytophanes cristatus - kỳ nhông mũ. Phân bố: Mexico, Belize, Guatemala, Nicaragua, Honduras, El Salvador ?, Costa Rica, Panama, Colombia.
  - Corytophanes hernandezi - kỳ nhông mũ Hernandez. Phân bố: Mexico, Belize, Guatemala, Honduras.
  - Corytophanes percarinatus - kỳ nhông mũ Guatemala. Phân bố: Mexico, Guatemala, El Salvador, Honduras.
- Chi Laemanctus
  - Laemanctus longipes - kỳ nhông mũ miền đông. Phân bố: Mexico, Belize, tây bắc Honduras, Nicaragua, Guatemala.
  - Laemanctus serratus - kỳ nhông mũ răng cưa. Phân bố: Mexico, Belize, Honduras, Guatemala.